# Paco Maestre
Francisco Maestre Soriano, més conegut com a Paco Maestre (Mèrida, 2 de juliol de 1957 – Madrid, 27 de gener de 2011), va ser un actor espanyol.

## Biografia
Va néixer a Mèrida, en 1957. n 1968, es va mudar amb els seus pares a Madrid. De família humil, va començar treballant com a administratiu en una oficina a Madrid, Comerinsa, carrer Fuencarral 101, 1r, fins que, després de deslliurar-se de la mili per excés de pes, va decidir matricular-se a la Reial Escola Superior d'Art Dramàtic per a convertir-se en actor. Amb el títol a la mà, va iniciar una dilatada carrera de més de 30 anys en la qual va alternar teatre, cinema i televisió.
Com a actor de cinema va treballar al costat de directors com: José Luis Alemán, Pedro Almodóvar, Mariano Barroso, Álex de la Iglesia, Luis García Berlanga, Carlos Saura, José Luis Cuerda o La Cuadrilla
En teatre, va participar en nombroses obres, col·laborant amb directors com: Ángel Facio, Carmen Losa, Hadi Kurick, Ignacio García, José Antonio Ortega, Calixto Bieito, José Pascual, Juanjo Granda, Juan Carlos Pérez de la Fuente, José Carlos Plaza o Miguel Narros.
També en televisió va tenir papers rellevants en sèries com Ana y los siete, El comisario o Pepa y Pepe.
El 1989, va rebre el Premi Max de Teatre pel seu paper a Pelo de Tormenta, de Francisco Nieva. També va obtenir el Premi Unión de Actores per la seva actuació a Barrio de Fernando León de Aranoa. Més recentment, el conjunt de la seva carrera va ser reconegut al Festival d'Almagro on se li va atorgar el Premi Àgora.
El 27 de gener de 2011, va morir a causa d'un infart mentre rodava un capítol de la sèrie Amar en tiempos revueltos.